# Akumulacja rzeczna
Akumulacja rzeczna – proces gromadzenia osadów na dnie rzeki przez jej nurt. Materiały akumulowane w ten sposób określane są mianem aluwiów. Akumulacja rzeczna odbywa się w obrębie koryta, prowadząc do powstania osadów facji korytowej albo w skrócie osadów korytowych, oraz poza korytem, w obrębie dna doliny, w wyniku czego gromadzą się osady facji pozakorytowej.
Rodzaj przenoszonego przez rzekę materiału zależy od podłoża geologicznego, po którym płynie, jak również od prędkości nurtu. Na terenach górzystych, gdzie nurt jest prędki i dominuje erozja denna rzeki, przenoszone są przede wszystkim większe okruchy, a na dnie tworzą się otoczaki. Natomiast na terenach równinnych, gdzie nurt spowalnia i dominuje erozja boczna rzeki, przenoszone są głównie piaski i iły.

## Transport rzeczny
Istnieją trzy sposoby przenoszenia przez rzekę osadów: ciężkie okruchy i otoczaki są wleczone po dnie (trakcja), mniejsze cząstki natomiast są albo niesione przez nurt w postaci zawiesiny (suspensja), albo odrywane od dna i przenoszone skokowo na mniejsze odległości (saltacja).

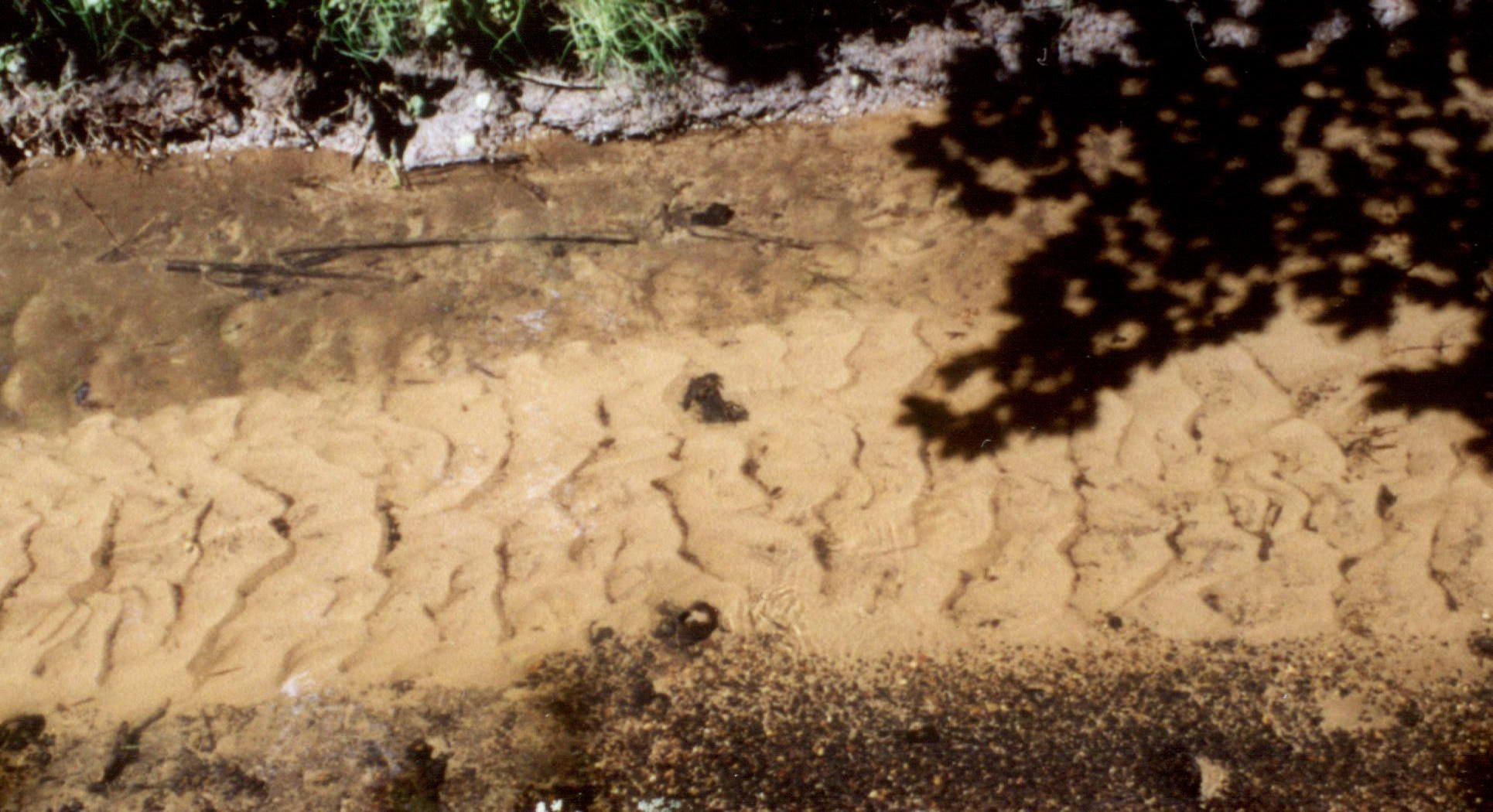
Ripplemarki na dnie rzeki Liswarty.

W wyniku tego procesu na dnie rzeki tworzone są różnego typu struktury, w zależności od akumulowanego materiału. W sytuacji, gdy po intensywnych opadach wody rzeki opadają, a nurt spowalnia, na dnie można znaleźć bruk rzeczny w postaci większych okruchów (przeważnie bliżej brzegu rzeki, gdzie nurt jest wolniejszy). Jeżeli nurt rzeki jest wolny i waha się między 1 a 3 m/s, wówczas na dnie tworzą się charakterystyczne ripplemarki, czyli struktury zbudowane z piasku oraz większych cząsteczek układające się kaskadowo pod pewnym kątem do dna. W miejscu, gdzie nurt rzeki jest najwolniejszy, najczęściej przy ujściu rzeki do morza, osadzają się najdrobniejsze cząstki, najczęściej iły, przyczyniając się w ten sposób do tworzenia żyznych gleb, mad.

## Formy akumulacji rzecznej

### Osady korytowe
- łachy środkowe
- łachy boczne – występują w korytach o pojedynczym nurcie, mają dwie części: dolną, znajdującą się stale pod wodą i górną, zalewaną tylko podczas wysokich stanów. Dla obu części są typowe ripplemarki;
- łachy ukośne
- łachy meandrowe
- łachy podłużne – (roztokowe, gruby materiał) o soczewkowatym zarysie wydłużone zgodnie z kierunkiem koryta, osiągają nawet do 200 m długości. Zbudowane są z pakietów żwirowych o grubości do 1,5 m.
- łachy poprzeczne – (roztokowe, drobniejszy materiał) tworzą się przy piaszczystym dnie w formach asymetrycznych, rozrastających się w kierunku płynięcia. Głównym elementem ich struktury są stromo nachylone (20-30°) zestawy lamin.
- osady fliszowe – antropogeniczne, krystaliczne, polodowcowe.

### Osady pozakorytowe
- cienie – powstają w wyniku zatrzymania materiału na przeszkodach, np. drzewach, gdy stan wody ulega podniesieniu[1].
- wały brzegowe – podłużne, lekko wypukłe, o szerokość od kilku do kilkudziesięciu metrów i wysokość od 1 do 2 metrów. Głównie zbudowane z piasków brzegowych. Mogą powstać w wyniku połączenia cieni.
- krewasy – powstają na skutek rozmycia pewnych odcinków wałów brzegowych. Są to długie rynnowate zagłębienia erozyjne.
- stożki krewasowe (glify) – piaszczyste stożki, deponowane przez wody przerywające wał brzegowy.
- stożki napływowe – tworzą się u wylotu dolin na ich przedłużeniu, nasada stożka zajmuje najwyższe położenie, poniżej powierzchnia stożka opada we wszystkich kierunkach, zwykle pod kątem 1 do 5°. Długość od kilku dziesięciu metrów do kilku kilometrów.  Zbudowane są z grubego materiału: piasków, żwirów, otoczaków, głazów i bloków długości kilku metrów. Występują w rowach zapadliskowych i rowach tektonicznych.
- pedyment – połączenie stożków, jednostajnie nachylonych. Powstają w zagłębieniach tektonicznych.
- boil – w efekcie wynoszenia materiału przez sufozję(proces polega na rozmywaniu i przenoszeniu cząstek mineralnych, spłukiwaniu poniżej poziomu) materiału tworzą się stożki – woda z zawiesiną.
- mady – zbudowane z facji pyłowej i iłowej, z domieszką detrytusu roślinnego (fragmenty roślinności przenoszonej przez wezbrane wody)